# العلاقات السريلانكية السورية
العلاقات السريلانكية السورية هي العلاقات الثنائية التي تجمع بين سريلانكا وسوريا.

## مقارنة بين البلدين
هذه مقارنة عامة ومرجعية للدولتين:
| وجه المقارنة                                              | سريلانكا                         | سوريا                    |
| --------------------------------------------------------- | -------------------------------- | ------------------------ |
| المساحة (كم2)                                             | 65.61 ألف                        | 185.18 ألف               |
| عدد السكان (نسمة)                                         | 21.44 مليون                      | 18.27 مليون              |
| الكثافة السكانية (ن./كم²)                                 | 326.78                           | 98.66                    |
| العاصمة                                                   | سري جاياواردنابورا كوتي، كولمبو  | دمشق                     |
| اللغة الرسمية                                             | اللغة السنهالية، اللغة التاميلية | اللغة العربية            |
| العملة                                                    | روبية سريلانكي                   | ليرة سورية               |
| الناتج المحلي الإجمالي (بليون دولار)                      | 87.17 مليار                      | 60.20 مليار              |
| الناتج المحلي الإجمالي (تعادل القوة الشرائية) بليون دولار | 246.62 مليار                     |                          |
| الناتج المحلي الإجمالي الاسمي للفرد دولار أمريكي          | 3.93 ألف                         |                          |
| الناتج المحلي الإجمالي للفرد دولار أمريكي                 | 11.11 ألف                        |                          |
| مؤشر التنمية البشرية                                      | 0.757                            | 0.594                    |
| رمز المكالمات الدولي                                      | +94                              | +963                     |
| رمز الإنترنت                                              | .lk،                             | .sy                      |
| المنطقة الزمنية                                           | ت ع م+05:30                      | ت ع م+02:00، ت ع م+03:00 |

## منظمات دولية مشتركة
يشترك البلدان في عضوية مجموعة من المنظمات الدولية، منها:
| علم المنظمة | اسم المنظمة                               | تاريخ انضمام سريلانكا | تاريخ انضمام سوريا |
| ----------- | ----------------------------------------- | --------------------- | ------------------ |
|             | مؤسسة التنمية الدولية                     | 27 يونيو 1961         | 28 يونيو 1962      |
|             | يونسكو                                    | 14 نوفمبر 1949        | 16 نوفمبر 1946     |
|             | وكالة ضمان الاستثمار متعدد الأطراف        | 27 مايو 1988          | 14 مايو 2002       |
|             | الأمم المتحدة                             | 14 ديسمبر 1955        | 24 أكتوبر 1945     |
|             | الاتحاد البريدي العالمي                   | ?                     | ?                  |
|             | البنك الدولي للإنشاء والتعمير             | 29 أغسطس 1950         | 10 أبريل 1947      |
|             | المنظمة الهيدروغرافية الدولية             | ?                     | ?                  |
|             | الاتحاد الدولي للاتصالات                  | 1897                  | 12 يناير 1924      |
|             | منظمة حظر الأسلحة الكيميائية              | ?                     | ?                  |
|             | مؤسسة التمويل الدولية                     | 20 يوليو 1956         | 28 يونيو 1962      |
|             | المركز الدولي لتسوية المنازعات الاستشارية | 11 نوفمبر 1967        | 24 فبراير 2006     |
|             | منظمة الشرطة الجنائية الدولية             | ?                     | ?                  |

## وصلات خارجية
- موقع وزارة الخارجية السريلانكية